# Ai no Tane
Ai no Tane (愛の種 Semillas del Amor?) es el primer sencillo independiente de Morning Musume, que fue etiquetado como un proyecto ASAYAN. El productor Tsunku desafió a las cinco chicas que perdieron la audición de Sharam Q a vender 50,000 copias de esta canción que grabaron juntas para conseguir un contrato discográfico. Fue lanzado el 3 de noviembre. 1997. El sencillo vendió 50.000 antes del 30 de noviembre.

## Lista de Canciones
- Ai no Tane

## Información
Esta canción también aparece en "Morning Coffee", el sencillo debut de Morning Musume que se lanzó un par de meses después, en su primer álbum First Time, y en su álbum Best! Morning Musume 1. La versión instrumental de esta canción aparece en Morning Musume Early Single Box.

### Remake
Un remake, titulado "Ai no Tane (20th Anniversary Ver.)", De la unit especial de aniversario Morning Musume 20th fue lanzado el 3 de noviembre de 2017, exactamente 20 años después del original.

#### Historia
En 1997, Sharan Q organizó un concurso de búsqueda de talentos llamado "Josei Rock Vocalist Audition" (女性ロックヴォーカリストオーディション)  bajo el programa ASAYAN. Después del concurso, el productor y vocalista de Sharan Q, Tsunku, ofreció a Yuko Nakazawa, Aya Ishiguro, Kaori Iida, Natsumi Abe y Asuka Fukuda, cinco de los diez perdedores de la competencia, la oportunidad de ser aprovechados bajo su protección con una condición: vender 50.000 copias de su sencillo debut, que resultó ser "Ai no Tane". Las chicas estuvieron de acuerdo. al desafío y fueron nombrados Morning Musume, por lo que se inició la grabación de la canción.

## Miembros presentes
- Yuuko Nakazawa
- Aya Ishiguro
- Kaori Iida
- Natsumi Abe
- Asuka Fukuda